# Little America Basin
Koordinaten: 77° 30′ S, 162° 0′ W
Das Little America Basin ist ein Seebecken im antarktischen Rossmeer unweit der Bay of Whales im Ross-Schelfeis.
Namensgeber der vom Advisory Committee on Undersea Features (ACUF) im Juni 1988 anerkannten Benennung sind die historischen Forschungsbasen Little America auf dem Ross-Schelfeis.